# Зодиакальный свет
Зодиакальный свет — слабое свечение, наблюдающееся вскоре после захода или перед восходом Солнца (сразу по окончании или непосредственно перед началом навигационных сумерек). Назван так ввиду постоянной видимости в зодиакальных созвездиях.

## Форма и условия наблюдения
Зодиакальный свет имеет форму диффузного светлого треугольника, вытянутого вдоль плоскости эклиптики (откуда и название — по устаревшему названию эклиптики — «зодиакальный круг») и расширяющегося по направлению к Солнцу. Яркость зодиакального света падает с увеличением углового расстояния от Солнца (элонгации). При элонгациях в 90—100° зодиакальный свет почти неразличим, и только при очень хороших условиях иногда возможно наблюдать небольшое увеличение яркости неба вдоль эклиптики — зодиакальную полосу. При элонгации в 180°, в области неба, противоположной Солнцу, яркость зодиакальной полосы несколько повышается, и здесь можно наблюдать небольшое светящееся диффузное пятно диаметром ~10° — противосияние, открытое в 1854 году Брорзеном.
Зодиакальный свет лучше всего наблюдается в безлунные ночи в низких (приэкваториальных) широтах Земли  в течение всего года, в средних же широтах — в периоды, близкие к точкам равноденствия, когда эклиптика пересекает горизонт под максимальным углом, т. е. вечером весной или в конце ночи осенью. Этот угол в такие дни года и время суток близок к максимальной угловой высоте Солнца над горизонтом для данной географической широты (т.е. угловой высоте Солнца над горизонтом в истинный полдень летнего солнцестояния). Противосияние наблюдается также на безлунном небе, но желательно, чтобы оно не проецировалось на полосу Млечного Пути.

## Природа зодиакального света
Зодиакальный свет возникает вследствие рассеяния солнечного света на линзообразном скоплении частиц пыли, лежащего в плоскости эклиптики. Такое объяснение для зодиакального света было предложено в 1683 году Кассини, который дал первое научное описание явления. С того времени гипотеза Кассини о природе зодиакального света неоднократно детализировалась и в настоящее время является общепринятой теорией.
Так, спектр зодиакального света совпадает со спектром солнечного, линии Фраунгофера не размыты доплеровским уширением, что наблюдалось бы при томсоновском рассеянии света на быстро движущихся электронах плазмы солнечного ветра.
Происхождение пылевых частиц, вызывающих зодиакальный свет, долгое время было неясно: поскольку небольшие частицы пыли должны либо выметаться из Солнечной системы давлением солнечного света, либо вследствие эффекта Робертсона — Пойнтинга тормозиться и падать на Солнце, то необходим источник пополнения пылевого облака. В качестве такого источника называются процесс разрушения астероидов и комет и постепенного дробления их остатков, вынос пыли кометами из облака Оорта и пылевая составляющая солнечной короны (F-корона).
9 марта 2021 года NASA опубликовало новую информацию о происхождении пылевых частиц, полученную с помощью аппарата Юнона. Пылевое облако имеет круговую форму с шириной от внешней границы земной орбиты до внешней орбиты Марса. Таким образом, источником пыли является Марс. Компьютерное моделирование подтвердило этот расчёт в совокупности с данными аппарата Юнона. По всей видимости, пыль покидает Марс во время пылевых бурь благодаря разреженной атмосфере и слабой гравитации.